# Hennadij Boholubow
Hennadij Wałerijowycz Boholubow, ukr. Геннадій Борисович Боголюбов (ur. 20 stycznia 1962 w Dnieprodzierżyńsku) – ukraiński biznesmen, jeden z współwłaścicieli PrivatBank Group, działacz społeczności żydowskiej na Ukrainie, Prezes Wspólnoty Żydowskiej w obwodzie dniepropietrowskim.

## Życiorys
W 1985 ukończył studia w Dniepropietrowskim Instytucie Inżynierii Budownictwa. w 1990 r. razem z Ihorem Kołomojskim rozpoczął handlować komputerami. W 1991 partnerzy zarejestrowali swoją pierwszą firmę „Sentoza”, który działa do dziś. W marcu 1992 razem z Ihorem Kołomojskim, Ołeksijem Martynowym i Serhijem Tihipko założył „Prywatbank”. Kreuje ogólną strategię grupy PrivatBank Group. Grupa aktywów obejmuje zakłady metalurgiczne oraz kombinaty górniczo-przetwórcze na Ukrainie, w Rosji, Rumunii, Polsce i Stanach Zjednoczonych. Handel olejem i paliwem poprzez rozbudowaną sieć stacji benzynowych. Przemysł spożywczy. Banki, w tym jedna z największych instytucji finansowych na Ukrainie - Prywatbank.
Prezes Prywatbank, założyciel Spółki Sentosa, założyciel Solm Ltd, Członek Zarządu w Moskomprivatbank i Moskiewskim Komercyjnym Banku.
Prezes Wspólnoty Żydowskiej w obwodzie dniepropietrowskim, zaangażowany w jej projekty charytatywne
W 2006 znalazł się na czwartym miejscu w rankingu najbogatszych ludzi na Ukrainie, jego majątek szacowano wówczas na 2,4 mld USD. W 2007 i 2008 utrzymał miejsce w rankingu, a jego majątek wzrósł w ciągu dwóch lat do 6,2 mld USD.
Jest żonaty i ma córkę.